# Kromsdorfer Straße

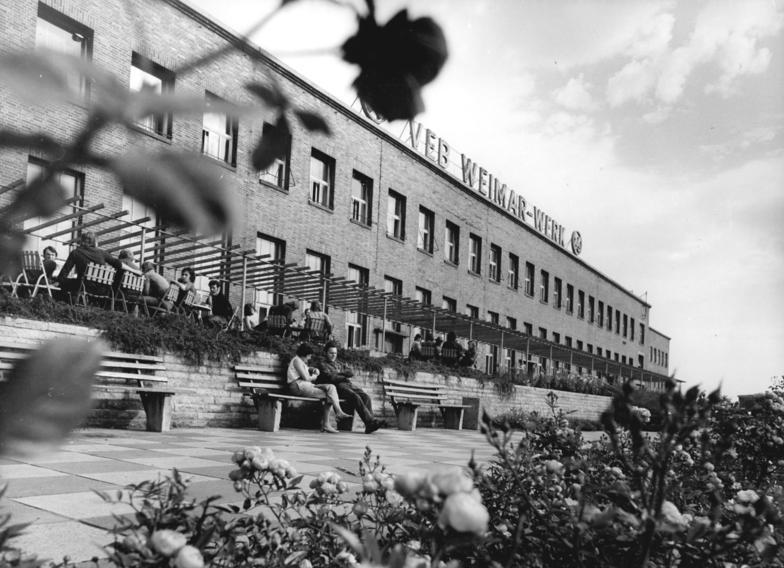
Ehemaliger VEB Weimar-Werk 1974

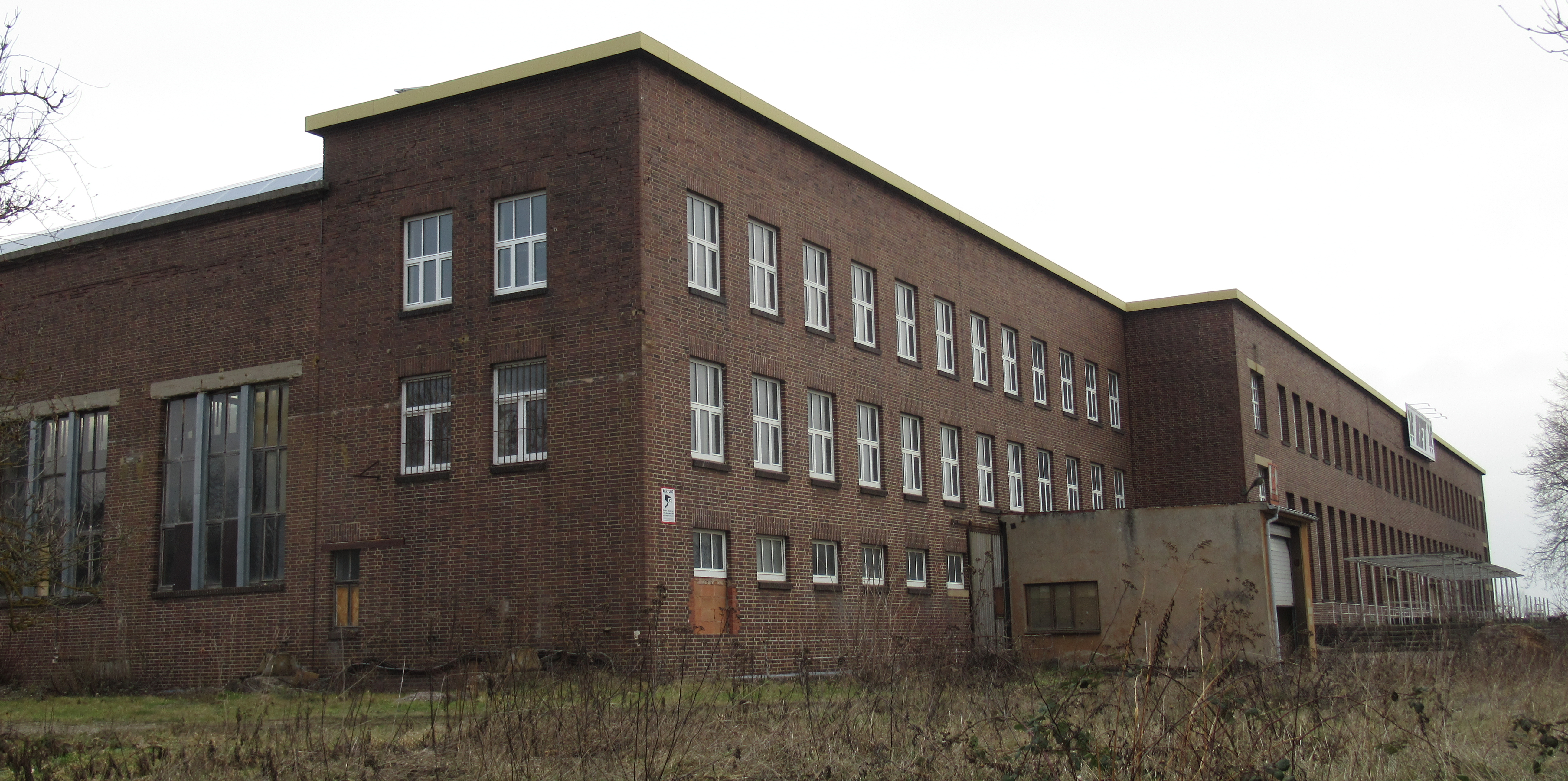
KET-Halle

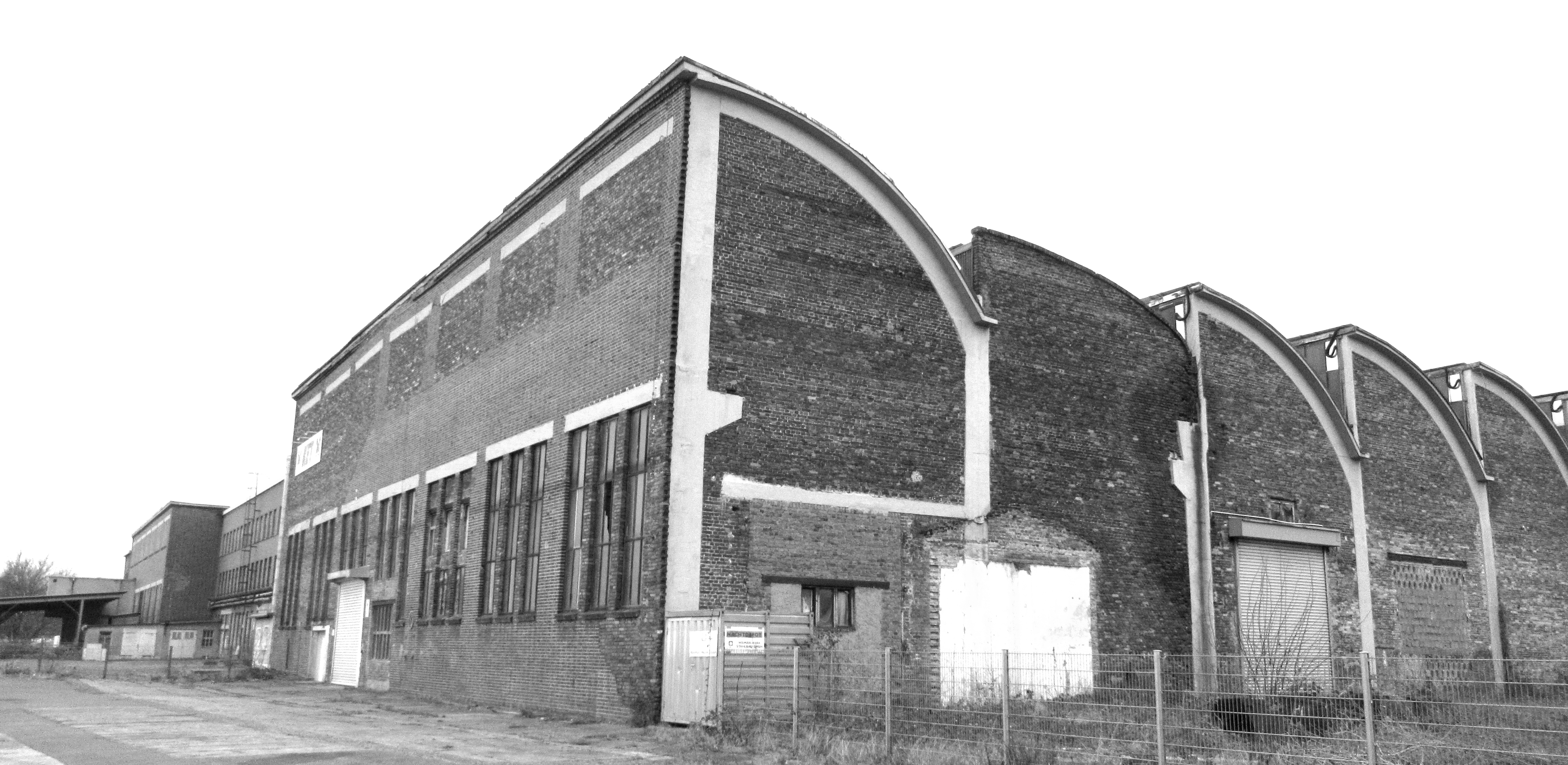
Sheddach-Halle, nördliche Rückseite

Die Kromsdorfer Straße ist eine Straße in Weimar-Nord.

## Lage
Die Straße beginnt an der Buttelstedter Straße gegenüber der Rießnerstraße und endet nach nordöstlichem Verlauf am Beginn der Dürrenbacher Hütte. Sie liegt im Postleitzahlenbereich 99427 und ist Anlieger- und Verbindungsstraße. Sie ist gleichsam Verbindungsstraße zum ältesten Industriestandort Weimars. Durch sie und die Buttelstedter Straße hatte die Dürrenbacher Hütte Anschluss an den Bahnhof Weimar. Das war für ihre Distributionslogistik essentiell.

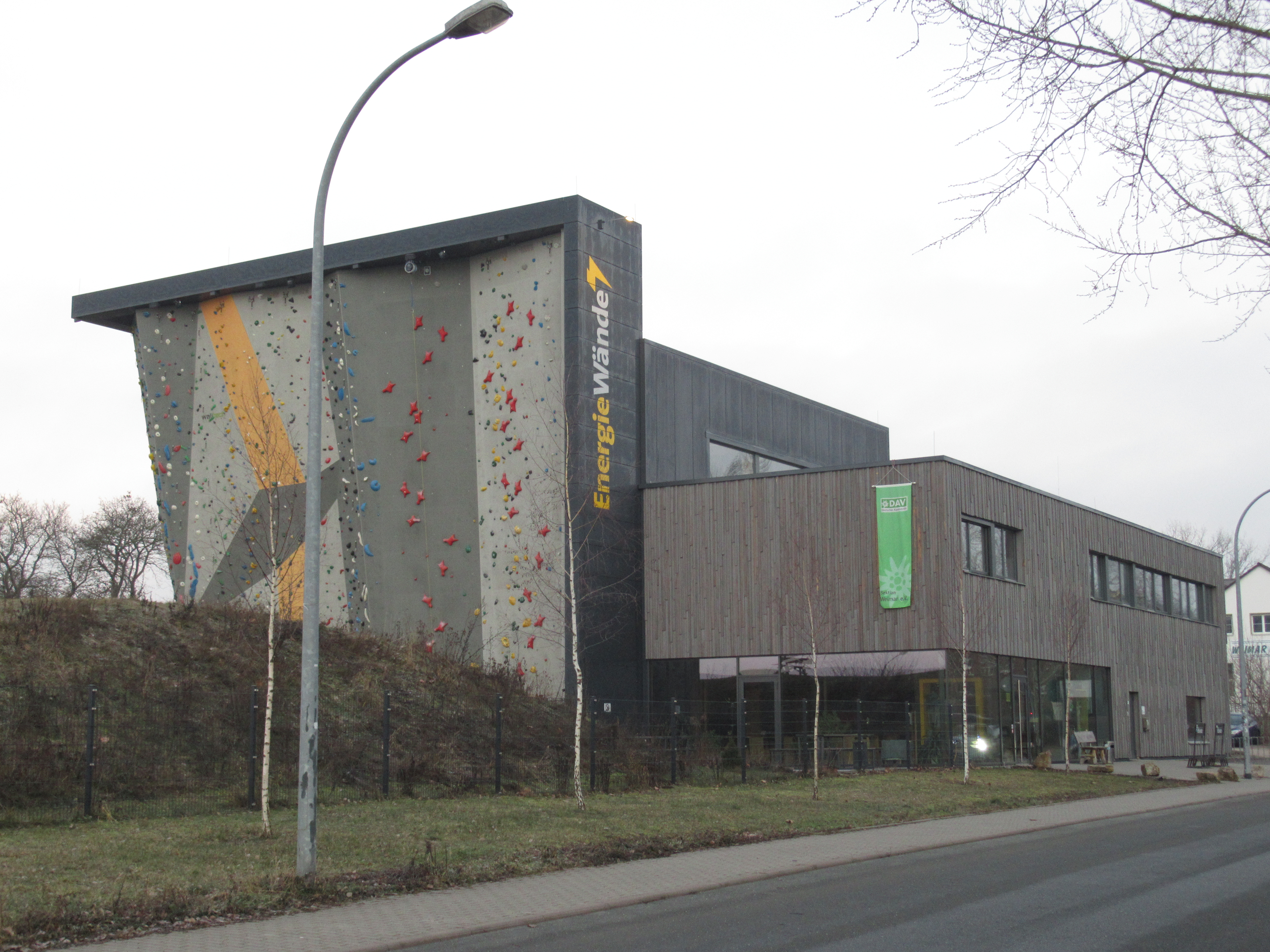
Kletterzentrum

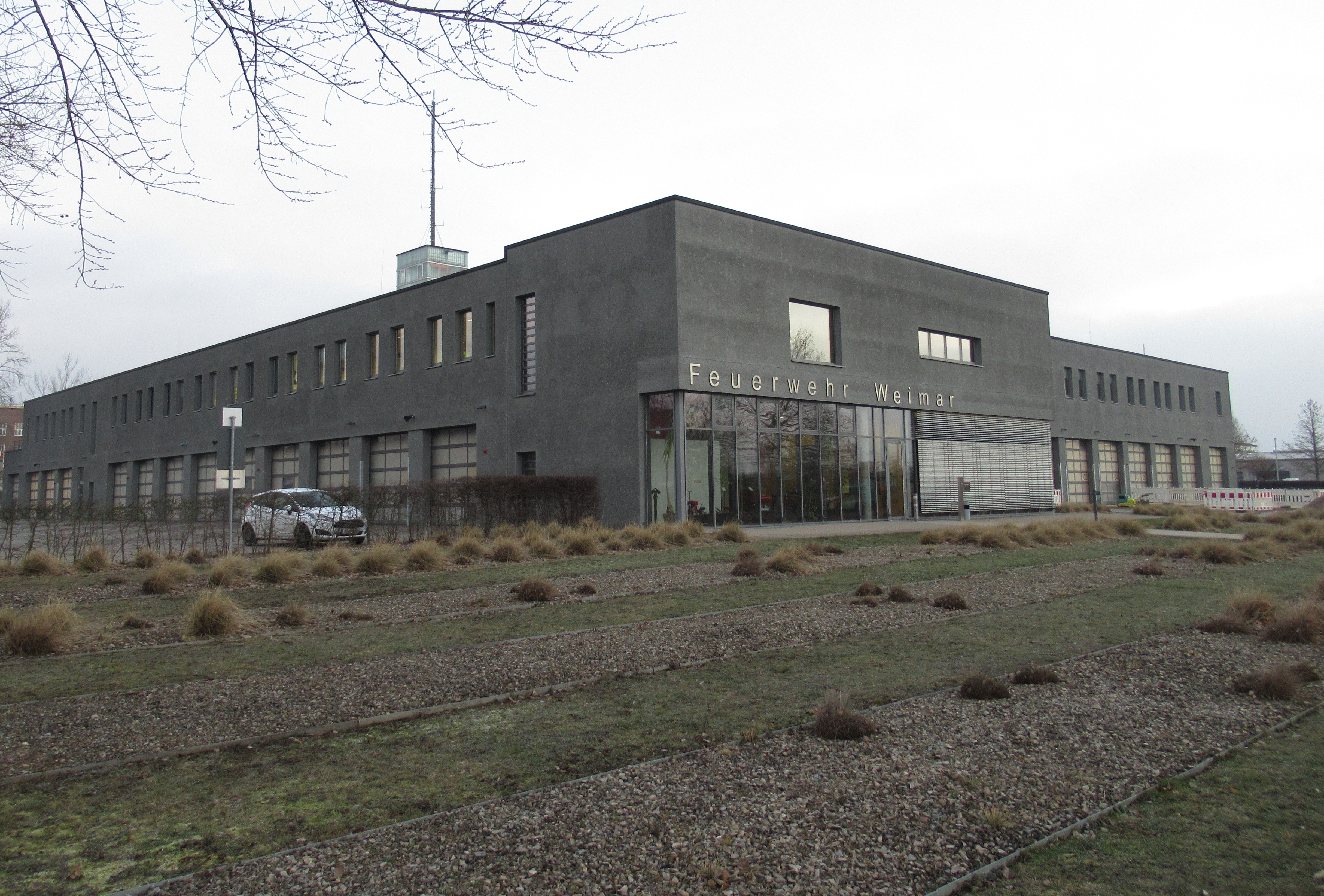
Feuerwehr Weimar

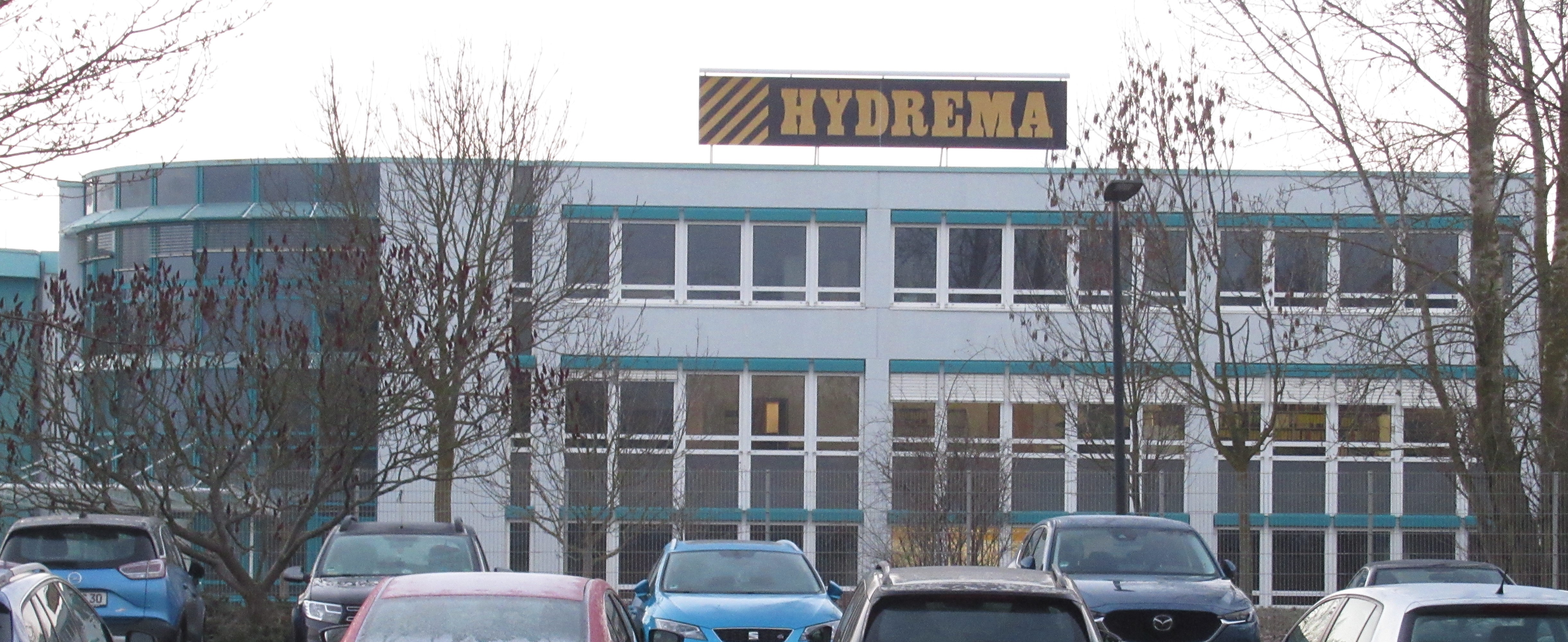
Hydrema Weimar

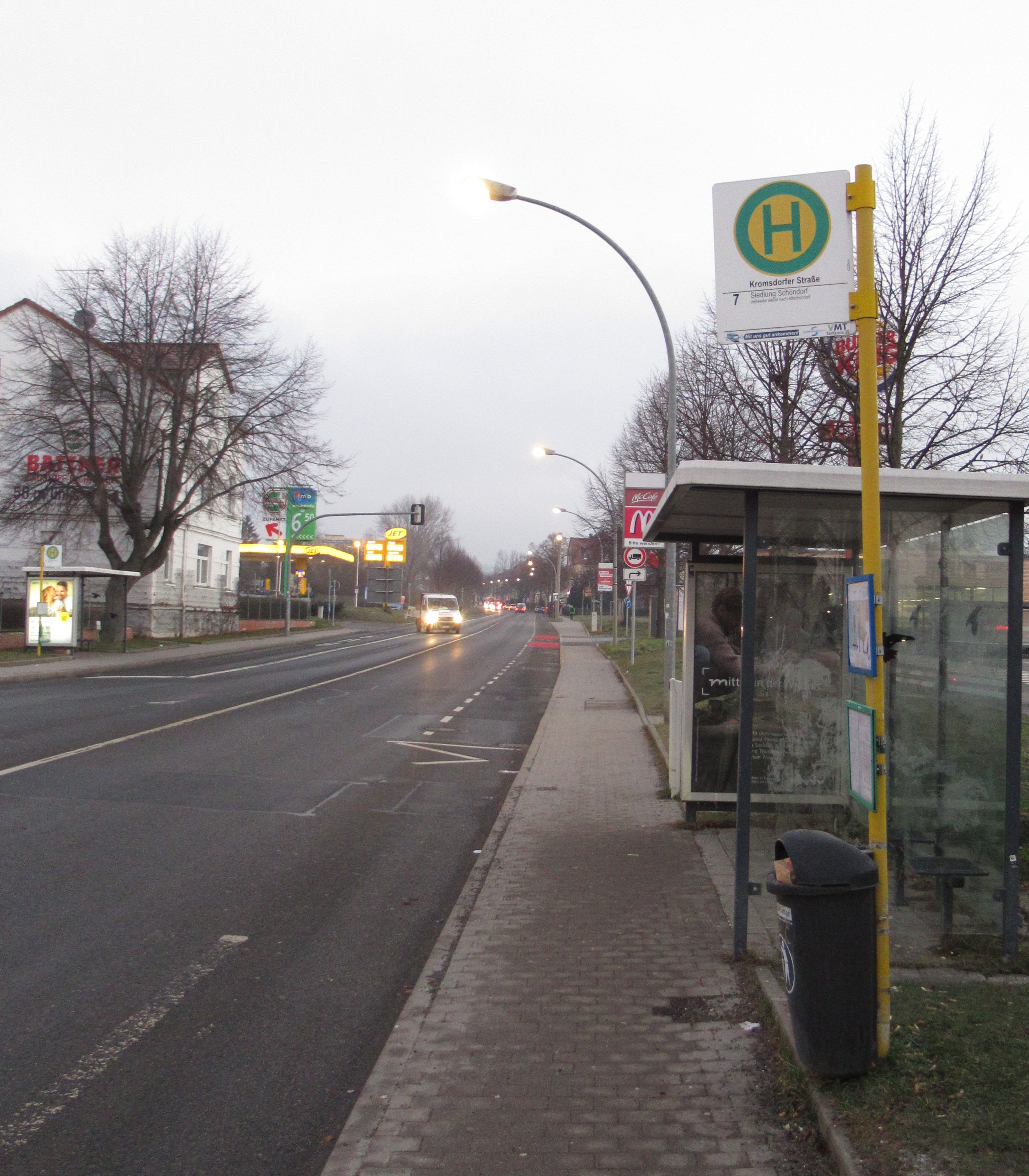
Bushaltestelle „Kromsdorfer Straße“ an der Buttelstedter Straße. In der Kromsdorfer Straße selbst gibt es noch weitere drei Haltestellen.

## Geschichte
Nördlich bzw. südlich davon, was einmal der Bereich des Weimar-Werks werden sollte, war eine Not-Siedlung, die um 1920 Landfried, Heimfried, genannt wurde. Es war eine Siedlung für die dort beschäftigten Arbeiter, die despektierlich als Klein-Moskau bezeichnet wurde. An wichtigen Einrichtungen in der Kromsdorfer Straße bzw. in deren Nähe sind das Weimar-Werk und die Hauptfeuerwache der Feuerwehr Weimar zu nennen. Letztere hat ihren Sitz in der Kromsdorfer Straße 13. Für das Weimar-Werk ist die Kromsdorfer Straße eine der wichtigsten Zufahrtsstraßen. Außerdem befindet sich hier die Kletterhalle Weimar. Bemerkenswert ist auch das Torwerk Weimar in der Otto -Schott-Straße, welches baulich auffällig an die Architektur des Bauhauses erinnert, allerdings eine Beutehalle aus Frankreich ist und 1942 an diese Stelle montiert wurde. Dort werden Metallsicherungsanlagen hergestellt. Das Torwerk ist keinesfalls das einzige in diesem Bereich, wo Einflüsse des Bauhauses zu finden sind. Das dortige Industriegebiet war in der Zeit des Nationalsozialismus Teil des Gustloff-Werkes und damit Standort der Rüstungsproduktion. Dieses wurde in Fritz-Sauckel-Stiftung umbenannt, der ersten nationalsozialistischen Industriestiftung überhaupt. Dieses wurde 1898 als Aktiengesellschaft für Eisenbahn- und Militärbedarf, auch Waggon- und Maschinenfabrik begründet und in den 1930er und 1940 Jahren nach modernen Gesichtspunkten umgebaut und erweitert. Die Hallen wurden nach Plänen von Hans Krebs errichtet. Diese sind Teil des Gewerbe- und Industriegebiets Kromsdorfer Straße. Die zentrale Produktionshalle erstreckt sich über eine Fläche von 127 × 14 4m und war seinerzeit die größte Sheddachhalle Thüringens. Sie hat die Adresse Am Industriepark 7. Damit ist ein weiteres Objekt in diesem Bereich benannt, wo der Einfluss der Bauhaus-Architektur erkennbar ist. Sie wurde 1939–1942 errichtet. Damit war auch die Beschäftigung von Zwangsarbeitern verbunden. Diese wiederum waren auch Opfer der Luftangriffe auf Weimar 1945. Ein großer Teil des Gustloff-Werks I wurde dabei zerstört. Dass es dort so viele Opfer gab, lag daran, dass die Häftlinge durch das Bewachungspersonal am Verlassen des Werkes gehindert wurden. Ein Gedenkstein erinnert an der Ecke Andersen-Straße / Kromsdorfer Straße daran. Stellvertretend genannt ist dort Raphaël Élizé. Für das Architekturstudium insbesondere an der Bauhaus-Universität Weimar sind diese Gebäude von besonderem Interesse. In der KET-Halle waren zu DDR-Zeiten auch Vertragsarbeiter beschäftigt. Im Jahre 1939 wurde hier mit einer modernen Werkzeugmaschinenproduktion begonnen. Für die Errichtung der Hallen, insbesondere deren Bedachung wurden Häftlinge des KZ Buchenwald eingesetzt. Letztlich befand sich hier einer der größten Produzenten von Landmaschinen der DDR. U. a. Mähdrescher wurden hier hergestellt. Bekannt ist auch der Bagger aus Weimar. Baumaschinen werden noch heute dort produziert. Der ortsansässige dänische Baumaschinenproduzent firmiert unter Hydrema unter der Kromsdorfer Straße 18. Nach 1990 erfolgte eine neue städtebauliche Gliederung des Areals und der KET-Halle. Letztere bekam ihre landläufige Bezeichnung von der Kartoffel-Ernte-Technik Weimar Handelgesellschaft her, deren Abkürzung sie ist.

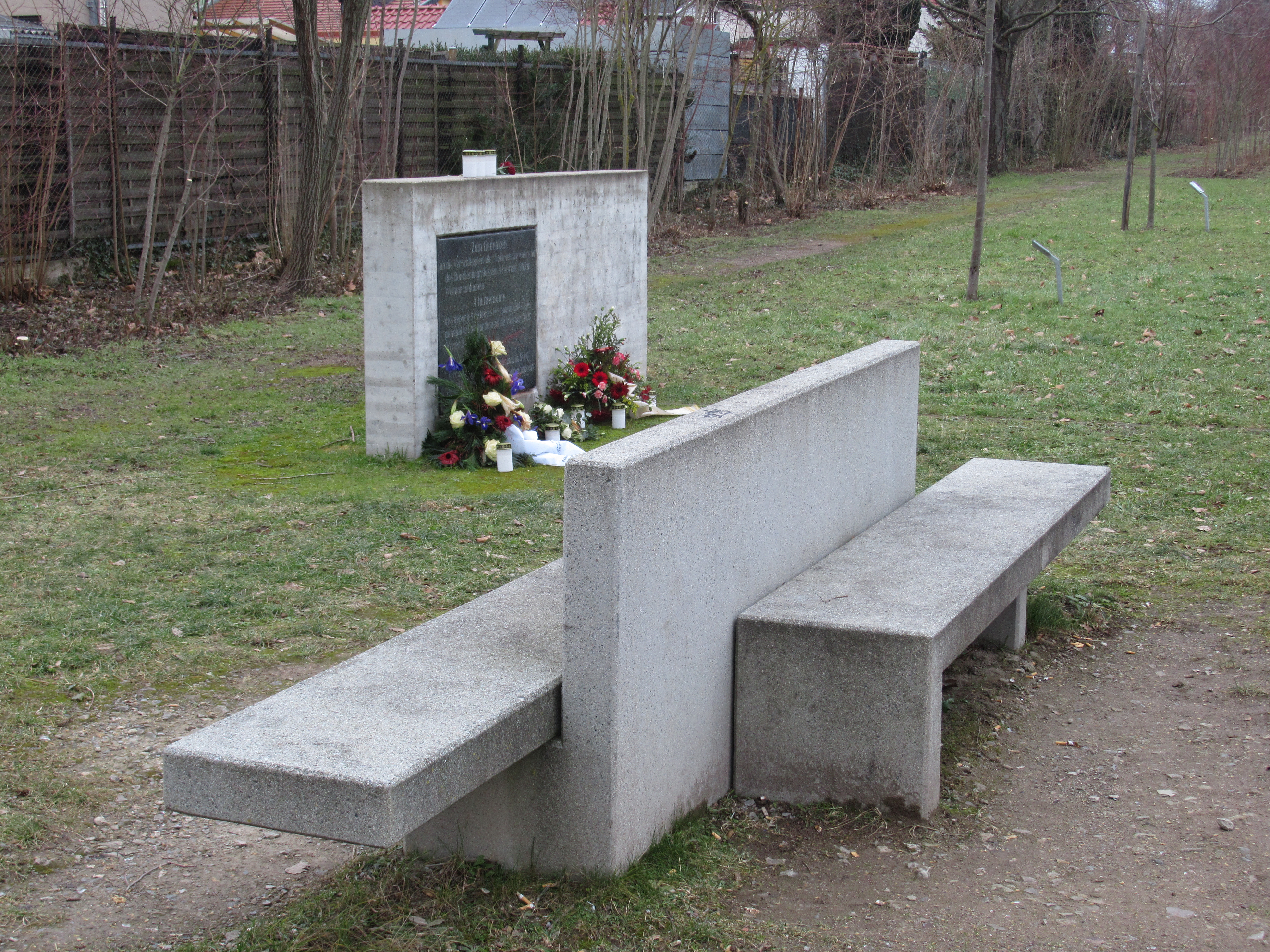
Gedenktafel für Bombenopfer an der Ecke Kromsdorfer Straße mit Andersenstraße; gleichzeitig Beginn des Gedenkwegs der „1000 Buchen“

Das Weimar-Werk, das auch die Kromsdorfer Straße erfasst, steht auf der Liste der Kulturdenkmale in Weimar (Einzeldenkmale). Es sind darin Gebäude der Kromsdorfer Straße aufgelistet, die das Straßenbild prägen.
Seit dem 27. Februar 1991 hat die Straße ihren jetzigen Namen, vorher hieß sie E.-u.-J.-Rosenberg-Straße bzw. Großkromsdorfer Straße.